# 美波町国民健康保険美波病院
美波町国民健康保険美波病院（みなみちょうりつみなみびょういん）は、徳島県美波町にある公立病院である。

## 沿革
- 1967年（昭和42年）6月 - 日和佐病院が開院[1]。
- 1978年（昭和53年）4月 - 由岐病院が開院[1]。
- 2016年（平成28年）3月1日 - 美波町国民健康保険日和佐病院と美波町国民健康保険由岐病院を統合し、美波町国民健康保険美波病院を開設[2]。

## 診療科目
- 内科
- 外科
- 整形外科
- 脳神経外科

## 交通
- 日和佐道路由岐インターチェンジすぐ。
- JR牟岐線「由岐駅」および徳島バス室戸・生見・阿南 - 大阪線[3]「由岐バスストップ」より徒歩で約10分。